# NHL 14
NHL 14 est un jeu vidéo de hockey sur glace développé par EA Canada et édité par EA Sports. Sorti le 10 septembre 2013 en Amérique du Nord, le 12 septembre 2013 en Australie et en Nouvelle-Zélande et le 13 septembre 2013 en Europe, NHL 14 est le 24e opus de la série NHL. C'est aussi la suite du jeu NHL 13. Le gardien de but des Devils du New Jersey Martin Brodeur figure sur la couverture. C'est la première fois depuis NHL 97 qu'un gardien de but fait figure sur la couverture du jeu.

## Accueil
Les critiques ont été mitigées à propos du jeu.
- IGN a donné la note de 8,3 sur 10 : « Avec des collisions et des combats plus réalistes, NHL 14 est devenu un meilleur jeu, moins porté sur la simulation, une amélioration par rapport à ses prédécesseurs. »[1]

- GameSpot a quant à lui accordé la note de 6 sur 10 : « NHL 14 n'est pas une grande avancé par rapport à NHL 13 sauf au niveau des frappes et des combats qui sont plus réalistes. Quant au mode rétro permettant de revenir à la version NHL 94, il est tout simplement décevant. »[2]

- Jeuxvideo.com a donné la note de 16 sur 20[3].